# Il lampionaio
Il lampionaio (titolo originale The Lamplighter) è un libro di Maria Susanna Cummins del 1854. 

## Trama
Il libro racconta la storia dell'orfana Gertrude, detta Gerty, che non sa nulla dei suoi genitori e che è sempre vissuta con Nan Grant, fino all'età di sette anni. 
La donna non ha legami di sangue con Gerty e non perde occasione per maltrattarla. Gertrude, vestita di stracci e malnutrita, cresce quindi in un ambiente povero, sia a livello materiale, sia a livello spirituale. Cacciata infine di casa dalla donna, viene accolta da un anziano lampionaio (addetto all'accensione o allo spegnimento dei lampioni a gas od ad olio), molto povero e molto buono. 
Il lampionaio adotta Gerty, la tratta come farebbe un padre e le fa conoscere cosa siano la benevolenza e la carità. Dell'educazione della bambina si prendono anche cura una ragazza cieca e molto ricca, Emily Graham, amica del lampionaio, e Willie Sullivan, figlio dei vicini, di pochi anni più grande di Gerty, che diventa il suo compagno di studi e di giochi. 
Il libro racconta della vita di Gerty, fino all'età adulta, di come la fede in Dio la cambi piano piano in meglio, delle difficoltà e dei dolori che deve affrontare, alternati a momenti di gioia, fino a scoprire chi erano i suoi genitori e a trovare la felicità. 
Nella seconda parte del libro, le vicende di Emily si intrecciano a quelle di Gerty e viene anche rivelata la storia della fanciulla cieca.

## Edizioni italiane
- Maria Susanna Cummins, Il Lampionaio, G.B.Paravia & C, Torino, 1932 (XI E.F.) (1a ristampa)
- Maria Susanna Cummins, Il lampionaio, La Sorgente, Milano, 1954.
- Maria Susanna Cummins, Il lampionaio, Fabbri, 1955.

- Maria Susanna Cummins, Il lampionaio, Fabbri, 1955.
- Maria Susanna Cummins, Il lampionaio, Lucchi-Milano, 1955.
- Maria Susanna Cummins, Il lampionaio, Malipiero, 1955.
- Maria Susanna Cummins, Il lampionaio, Boschi, 1958.
- Maria Susanna Cummins, Il lampionaio, D'Agostini, 1972.
- Maria Susanna Cummins, Il lampionaio, Fabbri, 1972.
- S. Cummins, Il lampionaio, Editrice Lucchi Milano, 1974
- Maria Susanna Cummins, Il lampionaio, Mursia, 1988.